# Stalag 13 (groupe)
Stalag 13 (parfois écrit Stäläg 13) est un groupe de Punk hardcore américain originaire de Oxnard, en Californie. Le groupe a été formé en 1983 et dissous en 1984. Ils se sont reformés brièvement en 1996. Musicalement, le groupe oscille entre Nardcore, Straight edge et Skate punk ,

## Discographie[3],[4]
- Stalag 13, autoproduit, 1983
- In Control, Upstart Records , 1984
- Conviction, The Edge Recordz, 1996
- Over The Edge, autoproduit, 2017